# The Cowsills
Pour les articles homonymes, voir Cowsill.
The Cowsills est un groupe musical américain formé au milieu des années 1960 à Newport. Leurs plus grands succès sont les chansons The Rain, The Park & Other Things (en), Indian Lake (en) ainsi que Hair (en) thème de la comédie musicale Hair.

## Membres

### Actuels
- Bob Cowsill (en)
- Susan Cowsill (en)
- Paul Cowsill

### Anciens membres
- John Cowsill (en)
- Bill Cowsill (en) (décédé)
- Barry Cowsill (décédé)
- Barbara Cowsill (décédée)